# Titularbistum Marida
Marida war ein Titularbistum der  römisch-katholischen Kirche.
Es geht zurück auf einen untergegangenen Bischofssitz in der antiken Stadt Mardin in der römischen Provinz Mesopotamia bzw. in der Spätantike Osrhoene. Der Bischofssitz war der Kirchenprovinz  Edessa zugeordnet.
| Titularbischöfe von Marida |                         |                                                                |               |                   |
| Nr.                        | Name                    | Amt                                                            | von           | bis               |
| 1                          | Tulio Botero Salazar CM | Weihbischof in Cartagena (Kolumbien)                           | 7. Mai 1949   | 1. Mai 1952       |
| 2                          | Leo Richard Smith       | Weihbischof in Buffalo (USA)                                   | 30. Juni 1952 | 13. Mai 1963      |
| 3                          | Jean Hermil             | Weihbischof in Autun-Châlon-sur-Saône-Mâcon-Cluny (Frankreich) | 15. Mai 1963  | 14. Dezember 1965 |